# Cymothoe amphicede
Cymothoe amphicede är en fjärilsart som beskrevs av Pieter Cramer 1779. Cymothoe amphicede ingår i släktet Cymothoe och familjen praktfjärilar. Inga underarter finns listade i Catalogue of Life.